# Kádros (La Canée)
Kádros, en grec moderne : Κάδρος, est un village du dème de Kándanos-Sélino, dans le district régional de La Canée, de la Crète, en Grèce. Selon le recensement de 2011, la population de Kádros compte 60 habitants. Le village est situé à une altitude de 510 m et à une distance de 66 km de La Canée.

## Recensements de la population
| Recensements | 1900 | 1920 | 1928 | 1940 | 1951 | 1961 | 1971 | 1981 | 1991 | 2001 | 2011 |
| ------------ | ---- | ---- | ---- | ---- | ---- | ---- | ---- | ---- | ---- | ---- | ---- |
| Population   | 131  | 136  | 123  | 144  | 162  | 122  | 87   | 59   | -    | 47   | 60   |